# 핀란드 사회민주당 당대회 목록
핀란드 사회민주당 당대회(핀란드어: Suomen Sosiaalidemokraattisen Puolueen puoluekokous 수오멘 소시알리데모크라티센 푸올루엔 푸올루에코코우스[*])는 핀란드 사회민주당(SDP)의 당대회다. SDP는 1899년 "핀란드 노동당"이라는 이름으로 창당하여 1903년 사회민주당으로 개칭했다. 창당 이래 지금까지 38회의 정규 당대회와 7회의 특별 당대회가 있었다.

## 1899년–2016년 당대회 목록
| 회수     | 일자                       | 장소         | 당 지도부                 | 당 지도부                          | 당 지도부         | 당 지도부         | 당 지도부          |
| 회수     | 일자                       | 장소         | 당주석                    | 부주석 / 제1부주석                 | 제2부주석         | 제3부주석         | 서기 / 당서기      |
| -------- | -------------------------- | ------------ | ------------------------- | ---------------------------------- | ----------------- | ----------------- | ------------------ |
| 창당대회 | 1899년 7월 17일–7월 20일   | 투르쿠       | 닐스 로베르트 아프 우르신 |                                    |                   |                   | 유호 퀴외스티 카리 |
| 제1차    | 1901년 7월 17일–7월 20일   | 비푸리       | 카를 프레드릭 헬스텐      |                                    |                   |                   | 유호 퀴외스티 카리 |
| 제2차    | 1903년 8월 17일–8월 20일   | 포르사       | 타비 타이니오             | 세트 헤이킬래                      |                   |                   | 유호 퀴외스티 카리 |
| 제3차    | 1904년 9월 25일–9월 28일   | 헬싱키       | 타비 타이니오             | 세트 헤이킬래                      |                   |                   | 유호 퀴외스티 카리 |
| 제4차    | 1905년 11월 20일–11월 22일 | 탐페레       | 야코 에밀 페르틸래        | 마티 파시부오리                    | 마티 투르키아     |                   |                    |
| 제5차    | 1906년 8월 20일–8월 27일   | 오울루       | 에드바르드 발파스해니넨   | 알렉산테리 얘르벤패                | 마티 투르키아     |                   |                    |
| 제6차    | 1909년 9월 8일–9월 13일    | 콧카         | 마티 파시부오리           | 위리외 시롤라                      | 마티 투르키아     |                   |                    |
| 제7차    | 1911년 9월 4일–9월 10일    | 헬싱키       | 오토 빌레 쿠시넨          | 마티 파시부오리                    | 마티 투르키아     |                   |                    |
| 제8차    | 1913년 10월 26일-11월 1일  | 탐페레       | 마티 파시부오리           | 유시 피에티캐이넨                  | 마티 투르키아     |                   |                    |
| 제9차    | 1917년 6월 15일–6월 18일   | 헬싱키       | 쿨레르보 만네르           | 에드바르드 귈링                    | 마티 투르키아     |                   |                    |
| 제10차   | 1917년 11월 25일–11월 27일 | 헬싱키       | 쿨레르보 만네르           | 에드바르드 귈링                    | 마티 투르키아     |                   |                    |
| 특별대회 | 1918년 11월 5일            | 헬싱키       | 배이뇌 탄네르             | 마티 파시부오리                    | 배이뇌 후플리     |                   |                    |
| 제11차   | 1918년 12월 27일–12월 29일 | 헬싱키       | 배이뇌 탄네르             | 마티 파시부오리                    | 타비 타이니오     |                   |                    |
| 제12차   | 1919년 12월 8일–12월 16일  | 헬싱키       | 배이뇌 탄네르             | 배이뇌 살로바라                    | 타비 타이니오     |                   |                    |
| 제13차   | 1922년 3월 31일-4월 4일    | 헬싱키       | 배이뇌 탄네르             | 요한 프레드릭 알토                 | 타비 타이니오     |                   |                    |
| 제14차   | 1926년 2월 1일-2월 6일     | 헬싱키       | 마티 파시부오리           | 리에티 이트코넨                    | 카를 하랄드 비크  |                   |                    |
| 제15차   | 1930년 1월 26일-2월 1일    | 헬싱키       | 카를로 하르발라           | 마티 파시부오리                    | 카를 하랄드 비크  |                   |                    |
| 제16차   | 1933년 5월 25일–5월 28일   | 탐페레       | 카를로 하르발라           | 마티 파시부오리                    | 카를 하랄드 비크  |                   |                    |
| 제17차   | 1936년 5월 25일–5월 28일   | 헬싱키       | 카를로 하르발라           | 에드바르드 후투넨                  | 알렉시 알토넨     |                   |                    |
| 제18차   | 1939년 5월 18일–5월 20일   | 투르쿠       | 카를로 하르발라           | 배이뇌 살로바라                    | 알렉시 알토넨     |                   |                    |
| 제19차   | 1944년 11월 25일–11월 29일 | 헬싱키       | 오니 힐투넨               | 알렉시 알토넨                      | 운토 바료넨       |                   |                    |
| 제20차   | 1946년 6월 15일–6월 17일   | 헬싱키       | 에밀 스콕                 | 알렉시 알토넨                      | 배이뇌 레스키넨   |                   |                    |
| 제21차   | 1949년 10월 30일-11월 3일  | 헬싱키       | 에밀 스콕                 | 알렉시 알토넨                      | 배이뇌 레스키넨   |                   |                    |
| 제22차   | 1952년 5월 22일-5월 24일   | 헬싱키       | 에밀 스콕                 | 마티 레피스퇴                      | 배이뇌 레스키넨   |                   |                    |
| 제23차   | 1955년 6월 3일-6월 6일     | 헬싱키       | 에밀 스콕                 | 에로 안티카이넨, 튀네 레이보라르손 | 배이뇌 레스키넨   |                   |                    |
| 제24차   | 1957년 4월 21일-4월 24일   | 헬싱키       | 배이뇌 탄네르             | 올라비 린드블롬, 오니 힐투넨       | 카를로 피칭키     |                   |                    |
| 제25차   | 1960년 4월 16일-4월 18일   | 헬싱키       | 배이뇌 탄네르             | 올라비 린드블롬                    | 카를로 피칭키     |                   |                    |
| 제26차   | 1963 6월 15일-6월 17일     | 헬싱키       | 라파엘 파시오             | 올라비 린드블롬                    | 카를로 피칭키     |                   |                    |
| 제27차   | 1966년 11월 26일-11월 28일 | 헬싱키       | 라파엘 파시오             | 올라비 린드블롬                    | 에르키 라티카이넨 |                   |                    |
| 제28차   | 1969년 6월 6일-6월 9일     | 투르쿠       | 라파엘 파시오             | 올라비 린드블롬                    | 칼레비 소르사     |                   |                    |
| 제29차   | 1972년 6월 1일-6월 4일     | 탐페레       | 라파엘 파시오             | 베이코 헬레, 마르기트 에스크만     | 칼레비 소르사     |                   |                    |
| 제30차   | 1975년 6월 5일-6월 8일     | 이위배스퀼래 | 칼레비 소르사             | 베이코 헬레, 피르코 튀욀래얘르비   | 울프 순드크비스트 |                   |                    |
| 제31차   | 1978년 6월 8일-6월 11일    | 에스포       | 칼레비 소르사             | 베이코 헬레, 피르코 튀욀래얘르비   | 울프 순드크비스트 |                   |                    |
| 제32차   | 1981년 6월 3일-6월 7일     | 포리         | 칼레비 소르사             | 베이코 헬레, 피르코 튀욀래얘르비   | 에르키 리카넨     |                   |                    |
| 제33차   | 1984년 6월 6일-6월 10일    | 라흐티       | 칼레비 소르사             | 피르코 튀욀래얘르비, 마티 아흐데   | 에르키 리카넨     |                   |                    |
| 제34차   | 1987년 6월 4일-6월 7일     | 헬싱키       | 페르티 파시오             | 마티 아흐데, 피료 알라카페         | 울푸 이바리       |                   |                    |
| 제35차   | 1990년 6월 6일-6월 10일    | 라펜란타     | 페르티 파시오             | 마티 푸하카                        | 울푸 이바리       | 타르야 필라토브   | 툴리키 해맬래이넨  |
| 특별대회 | 1991년 11월 16일-11월 17일 | 헬싱키       | 울프 순드크비스트         | 안테로 케코넨                      | 타르야 텐쿨라     | 마티 푸하카       | 마르쿠 휘배리넨    |
| 제36차   | 1993년 6월 3일-6월 6일     | 헬싱키       | 파보 리포넨               | 안테로 케코넨                      | 리사 야콘사리     |                   | 마르쿠 휘배리넨    |
| 제37차   | 1996년 6월 6일-6월 9일     | 헬싱키       | 파보 리포넨               | 안테로 케코넨                      | 리사 야콘사리     | 카리 라이티넨     |                    |
| 제38차   | 1999년 5월 26일-5월 30일   | 투르쿠       | 파보 리포넨               | 안테로 케코넨                      | 새데 타흐바나이넨 | 카리 라이티넨     |                    |
| 제39차   | 2002 6월 6일-6월 8일       | 탐페레       | 파보 리포넨               | 타르야 필라토브                    | 새데 타흐바나이넨 | 에로 헤이낼루오마 |                    |
| 제40차   | 2005년 6월 9일-6월 11일    | 이위배스퀼래 | 에로 헤이낼루오마         | 피아 비타넨                        | 타르야 필라토브   | 마리트 펠트란타   |                    |
| 제41차   | 2008년 6월 5일-6월 7일     | 해멘린나     | 유타 우르필라이넨         | 이카 칸톨라                        | 마리아 구제니나   | 피아 비타넨       | 아리 코르호넨      |
| 제42차   | 2010년 5월 27일-5월 29일   | 요엔수       | 유타 우르필라이넨         | 마리아 구제니나                    | 이카 칸톨라       | 피아 비타넨       | 미카엘 융그네르    |
| 제43차   | 2012년 5월 24일-5월 26일   | 헬싱키       | 유타 우르필라이넨         | 크리스타 키우루                    | 안티 린트만       | 에로 바이니오     | 레이요 파나넨      |
| 제44차   | 2014년 5월 8일-5월 10일    | 세이내요키   | 안티 린네                 | 안티 린트만                        | 산나 마린         | 크리스타 키우루   | 레이요 파나넨      |
| 제45차   | 2017년 2월 3일-2월 5일     | 라흐티       | 안티 린네                 | 산나 마린                          | 마리트 펠트란타   | 빌레 스키나리     | 안톤 뢴홀름        |
| 제46차   | 2020년 8월 22일-8월 24일   | 탐페레       | 산나 마린                 | 니나 말름                          | 빌레 스킨나리     | 마티아스 매퀴넨   | 안톤 뢴홀름        |